# HD 111232 b
HD 111232 b es un planeta extrasolar situado a 95 años luz en la constelación de la Musca, y que orbita a 2 UA de su estrella con una masa de como mínimo 6,8 veces la de Júpiter. Este planeta fue descubierto en el Observatorio de La Silla por Michel Mayor utilizando el espectrógrafo CORALIE el 30 de junio de 2003, junto con los planetas HD 41004 Ab, HD 65216 b, HD 169830 c, HD 216770 b, HD 10647 b y HD 142415 b.